# Здравко Велев
Здравко Георгиев Велев е български дипломат, посланик.

## Биография
Завършва специалност „Международни отношения“ с арабски език в МГИМО, Москва през 1968 г.
След дипломирането си постъпва в Министерството на външните работи, където работи до пенсионирането си през 2006 г. Той е дългогодишен началник на управление „Арабски страни“ (после управление „Близък изток и Северна Африка“). Бил е заместник-ръководител на посолството в Либия в края на 1970-те години.
Между 1986 и 1989 г. е посланик на НРБ в Аден, Народно-демократична република Йемен. В периода 1999-2002 г. е управляващ посолството на Република България в Сана, Република Йемен. От 2003 до 2006 г. е посланик в Либия, във финалния етап от делото срещу българските медици. Мандатът му е прекратен предсрочно по негова молба поради лични причини.